# Draagplichtovereenkomst
Een draagplichtovereenkomst is een overeenkomst die kan worden gesloten tussen mede-eigenaren van een bepaalde zaak, om de mate van gerechtigheid tussen hen vast te leggen. Van deze overeenkomst wordt nogal eens gebruik gemaakt bij gehuwden op huwelijkse voorwaarden met een eigen woning. 

## Formaliteiten
De draagplichtovereenkomst wordt in het algemeen schriftelijk aangegaan en heeft dan de bewijskracht van een onderhandse akte. Mondeling is de overeenkomst ook geldig, maar deze vorm is niet gebruikelijk omdat het een tamelijk technisch, rekenkundig contract kan zijn. Het is mogelijk, maar niet verplicht, om de overeenkomst bij de notaris te sluiten. Ten slotte hoeft de overeenkomst ook niet aan de Belastingdienst te worden medegedeeld. Wel kan de inspecteur er aan belastingbetalers om vragen.